# Gerrit van Burink
Gerrit van Burink (Harderwijk, 1 oktober 1891 – Den Haag, 8 juni 1961) was een Nederlandse communist en nationaalsocialist.

## Communist
Van Burink was in 1916 werkzaam in Nederlands-Indië als onderwijzer, waar hij in contact kwam met Henk Sneevliet. Hij raakte betrokken bij Sneevliets activiteiten, waardoor hij in 1921 Nederlands-Indië moest verlaten. Hij vestigde zich in Rotterdam, waar hij betrokken raakte bij de activiteiten van de Communistische Partij van Nederland (CPN). Van mei 1923 had hij zitting in de Rotterdamse gemeenteraad, vanaf 1927 in Provinciale Staten van Zuid-Holland. In 1930 werd hij lid van de Revolutionair-Socialistische Partij (RSP).

## Nationaalsocialist
In 1933 raakte Van Burink betrokken bij de Nationale Werknemersvereniging (NWV), die in 1935 door de Nationaal-Socialistische Beweging (NSB) van Anton Mussert werd overgenomen. In het voorjaar van 1938 was hij korte tijd betrokken bij de Nederlandsche Volkspartij van ds. G. van Duyl die in het najaar van 1937 door Mussert uit de NSB was gezet. Deze samenwerking leidde echter tot niets en later in 1938 richtte Van Burink de Onafhankelijke Nederlandsche Volkspartij (Onevo) op. In 1939 raakte Van Burink in contact met Zwart Front van Arnold Meijer.

## Tweede Wereldoorlog
Op 31 oktober 1940 meldde Van Burink zich aan als lid van de NSB. Op 20 mei 1941 werd hij benoemd tot 'Provinciaal vertegenwoordiger' voor Zuid-Holland van Nering en Ambacht, een organisatie voor middenstanders die aan de NSB verbonden was.
Als gevolg van een conflict met de Rotterdamse burgemeester P.J. Oud raakte Van Burink betrokken bij een actie van NSB'ers tegen Oud. Hierdoor belandde hij enige tijd in het concentratiekamp Erica nabij Ommen. In de rest van de oorlogstijd vertoonde Van Burink agressief en soms ronduit gewelddadig gedrag.
Op 8 mei 1945 werd hij gearresteerd. Hij werd veroordeeld tot een gevangenisstraf van tien jaar met aftrek van voorarrest en ontzetting uit het actief en passief kiesrecht, wat in hoger beroep door Bijzondere Raad van Cassatie werd teruggebracht tot zes jaar.
Na vrijlating in 1951 vestigde Van Burink zich in Rotterdam, waar hij als nachtwaker werkzaam was. De politiek had hij achter zich gelaten.

## Publicatie
- De zwijnerij met de agentprovocateur. Rotterdam, 1931.

 Portaal: Fascisme en nationaalsocialisme in Nederland · Fascisme · Nationaalsocialisme